# Olimpiano di Bisanzio
Olimpiano (in greco Ὀλυμπιανός?; II secolo – 198) è stato un vescovo romano, titolare della diocesi di Bisanzio dal 187 al 198. Durante il suo episcopato la città di Bisanzio fu conquistata da Settimio Severo e posta sotto la giurisdizione di Eraclea di Tracia.